# Никита (дукс)
Никита (fl. 1094), познат из хронике Алберта Ахенског као „“ (бугарски кнез и управник града Београда), „dux“ (заповедник), односно „dux Belegravae“ (заповедник Београда), „princeps Bulgarorum“ (бугарски господар) или „dux Nichita, princeps Bulgarorum“, а из списа Вилијама Тирског као „“ (бугарски заповедник Никита), био је први византијски управник са којим су се сусрели учесници Првог крсташког рата.

## Проблем/Νικήτας
Васил Скулатос у својој прозопографској студији „Les personnages byzantins de I'Alexiade“ полази од претпоставке да је „Албертов“ Никита идентичан „Анином“ Лаву Никерити. Ту претпоставку затим узима као чињеницу, тврдећи да је „dux Nichita“ кога Алберт помиње заправо Лав Никерит, па у складу с тим „Албертовог“ Никиту свуда замењује Лавом (Никеритом). Гинтер Принцинг је запазио да се ова Скулатосова идентификација заснива само на секундарној литератури, односно на „Essai sur le regne d'Alexis ler Comnene. 1081-1118“ Фердинанда Халандона, где су Никита и Никерит у ствари поистовећени један с другим. Стивен Рансиман у својој историји крсташких ратова подсећа да је Никита познат на основу печата који је објавио Гистав Шлумберже у Sigillographie de l'Empire byzantin и изричито одбацује Халандонову идентификацију као нетачну. Мада своју тврдњу овде није ближе образложио, у једној предстудији о крсташима из 1949. се позива на један чланак Николајеа Банескуа објављен у међувремену, 1923. и прикључује тези коју је поставио Андреас Мордман да Никиту кога помиње Вилијам Тирски треба идентификовати са Никитом који се помиње на метричком натпису печата, нажалост са оштећеним патронимом: „του προέδρου Νικήτα του Κληκν...“.
Ускоро потом свој прилог проблему Nichita/Νικήτας дао је и В. Лорен, који је предложио своје читање метричког натписа печата (аверс/реверс): „Γραφ(ως) σφραγισ[μα] του δουκο(ς) Βουλγαριας / (πρωτο)προεδρου Νικητα του Καρικη“. Следствено томе су Васил Златарски и Банеску дошли до закључка да је Nichita, који се у латинским изворима спомиње у вези са догађајима код Београда и Ниша 1096, у ствари сфрагистички посведочен дукс Бугарске и (прото-)проедар Никита Карики.
Крајем 20. века пронађен још један доказ да је Никита Карики био на поменутој функцији. Реч је печату из Хаскова са следећим натписом: „† Γραφας σφραγιζω του δουκος Βουλγαριας / πρωτοπροεδρου Νικητα του Καρικτη“ Пронашао га је један ученик гимназије у Свиленграду, а објавио Иван Јорданов. Аргумент Јорданова да се титула princeps не може довести у везу са титулом протопроедра по Принцингу није много уверљив, јер је Јорданов узео у обзир или само скраћени облик титуле (princeps или dux) или само једну половину титуле овог чиновника поменуте код Алберта, док му је други саставни део пуне верзије титуле поменуте код Алберта — „praeses (Belegravae)“ — промакао из вида. Принцинг је мишљења да се другачије од комбинованог разматрања оба елемента титуле, princeps и praeses, у овом случају тешко може одредити њен могући грчки еквивалент: поступа ли се у складу са овом сугестијом, најпре ће се установити да елементу praeses у потпуности одговара термин проедар, на шта је већ В. Златарски скренуо пажњу. Поставља се питање онда који би био грчки еквивалент за „princeps“, ако би се могло прихватити да у основи ове речи у овом случају не може лежати њено опште значење, које иначе има и код Алберта (главар, господар, владар, кнез), јер у тадашњој Византији није било чиновника титулисаног као „princeps (Bulgarorum)“, односно у својству квази самосталног кнеза. Принцинг сматра да одговор треба тражити у елементу proto- (први, главни, највиши, најугледнији) за који претпоставља да је у вези са титулом проедра (протопроедар): ако се претпостави да се Латини нису много трудили да посебно преведу елемент proto-, „Албертов“ „princeps (Bulgarorum)“ се може објаснити као резултат ових (делимичних) напора. Преводилац је вероватно имао неких тешкоћа у вези са схватањем термина протопроедар у комбинацији са титулом dux Bulgarias. Другачије речено, у основи титуле „princeps“ у овом случају можда лежи погрешна интерпретација византијске титулатуре, односно неспособност донекле неискусног преводиоца да је адекватно преведе. Међутим, Принцингу се чини вероватније да је термин „princeps“ у овом случају првенствено резултат каснијег (погрешног) читања највероватније придева именице „princeps“ — „principalis“ (први, главни).